# Руд ван Нистелрој
Рутгерус Јоханес Мартинус „Руд” ван Нистелрој (хол. Rutgerus Johannes Martinus van Nistelrooy; Ос, 1. јул 1976), холандски је фудбалски тренер и бивши фудбалер који је играо на позицији нападача. Био је и члан репрезентације Холандије. Тренутно је шеф стручног штаба Лестер Ситија.
Током 19-годишње каријере играо је за Ден Бош, Херенвен, ПСВ, Манчестер јунајтед, Реал Мадрид, Хамбургер и Малагу, а на 589 утакмица постигао је 347 голова. За Холандију је на 70 утакмица дао 35 голова.
Ван Нистерлој је тренутно шести најбољи стрелац Лиге шампиона свих времена (56 голова), а три пута је био најбољи стрелац такмичења. Такође, био је најбољи стрелац у три различите европске лиге (енглеска, шпанска и холандска).

## Каријера
Каријеру је почео у Ден Бошу 1993. године, да би после четири сезоне прешао у Херенвен. Само годину дана касније привукао је пажњу скаута ПСВ-а за који је током три сезоне постигао 75 голова у 91 утакмици.
Сјајан голгетерски учинак није промакао Сер Алексу Фергусону који је чекао годину дана да се Ван Нистелрој опорави од повреде и довео га у Манчестер јунајтед 2001. године за тадашњи британски трансфер рекорд од 18,5 милиона фунти.
Са Јунајтедом је освојио сва четири домаћа такмичења (Премијер лига, ФА куп, Лига куп, Комјунити шилд). Постигао је 150 голова у 219 утакмица за "црвене ђаволе", да би 2006. прешао у Реал Мадрид.
Иако је имао много проблема са повредама у Мадриду, освојио је два пута Примеру и један Суперкуп, а постигао је укупно 64 гола на 96 наступа. Уследиле су две сезоне у ХСВ-у где је чешће био на трибинама него на терену (44 утакмице, 17 голова), да би последњу сезону у каријери одиграо у екипи Малаге и на 32 утакмице постигао 5 голова.

## Успеси

### Играчки

#### Клупски
ПСВ Ајндховен
- Ередивизија: 1999/00, 2000/01.
- Суперкуп Холандије: 1998, 2000.

Манчестер јунајтед
- Премијер лига: 2002/03.
- ФА куп: 2003/04.
- Лига куп: 2005/06.
- Комјунити шилд: 2003.

Реал Мадрид
- Примера: 2006/07, 2007/08.
- Суперкуп Шпаније: 2008.

#### Индивидуални
- Најбољи стрелац Лиге шампиона: 2001/02,[4] 2002/03,[5] 2004/05.[6]
- Најбољи стрелац Ередивизије: 1998/99,[7] 1999/00.[8]
- Најбољи стрелац Премијер лиге: 2002/03.[9]
- Најбољи стрелац Примере: 2006/07.[10]
- Холандски фудбалер године: 1999, 2000.[11]
- ФИФА 100: 2004.[12]

### Тренерски
ПСВ Ајндховен
- Суперкуп Холандије: 2022.
- Куп Холандије: 2022/23.